# Myosotis drucei
Myosotis drucei är en strävbladig växtart som först beskrevs av Lucy Beatrice Moore, och fick sitt nu gällande namn av De Lange och Barkla. Myosotis drucei ingår i släktet förgätmigejer, och familjen strävbladiga växter. Inga underarter finns listade i Catalogue of Life.